# Hans Meyer-Hanno

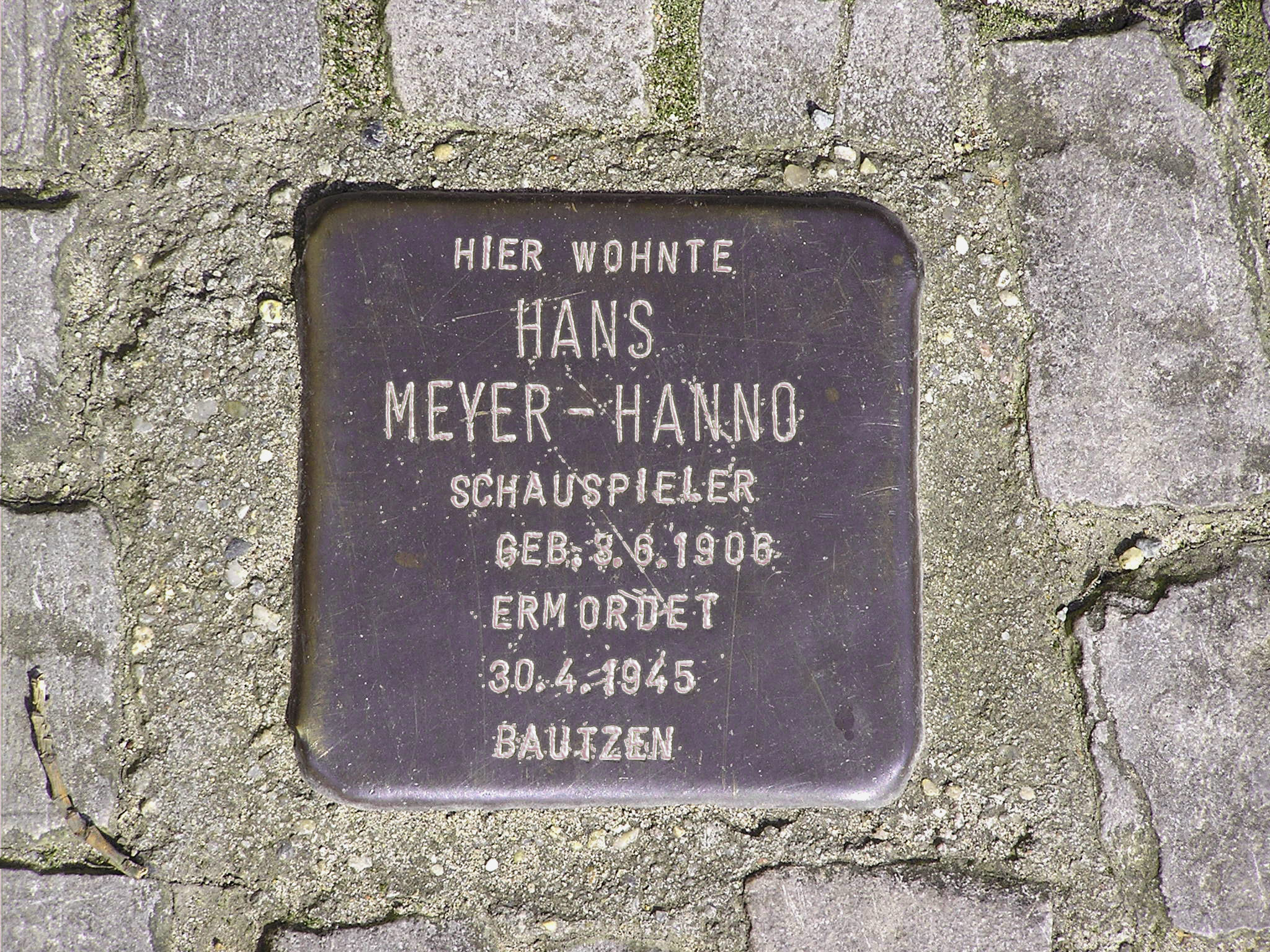
Stolperstein für Hans Meyer-Hanno am Ludwig-Barnay-Platz 2 in Berlin-Wilmersdorf

Hans Meyer-Hanno (* 3. Juni 1906 in Hannover als Hans Fritz Martin Karl Meyer; † 20. April 1945 in Bautzen) war ein deutscher Widerstandskämpfer, Maler, Bühnenbildner, Musiker, Kabarettist und Schauspieler, einer der rührigsten Chargendarsteller auf der Bühne und im Film des „Dritten Reichs“.

## Leben
Meyer-Hanno erhielt seine künstlerische Ausbildung als 16-Jähriger von Hilde Müller-Gerloff in Berlin. Nach rund zwei Jahren kehrte er 1923 nach Hannover zurück und begann seine Laufbahn als Theatermaler in seiner Heimatstadt. Von 1925 bis 1928 arbeitete Meyer-Hanno als Vorstand des Malsaales am Reußischen Theater in Gera. Anschließend wurde er für zwei Jahre an Werner Fincks Kabarett „Die Katakombe“ berufen. Nebenbei trat Meyer-Hanno im Berliner Kabarett „Larifari“ auf.
Von 1931 bis 1933 gehörte das KPD-Mitglied Meyer-Hanno dem kommunistisch-proletarisch ausgerichteten Theaterkollektiv „Truppe 31“ unter der Leitung Gustav von Wangenheims an. Meyer-Hanno, der bereits als Kleinstdarsteller der UFA vor der Kamera  Erfahrungen mit dem Zelluloidmedium gesammelt hatte, konzentrierte sich nach der Machtübernahme durch die Nationalsozialisten Anfang 1933 auf die Arbeit beim zunächst noch nicht übermäßig politisierten Film, wo er eine große Anzahl von Edelchargen, vor allem Berliner Typen – einfache Schupos oder kleine Gauner, auch in NS-Propagandafilmen – verkörperte.
Außerdem arbeitete er häufig als Synchronsprecher bei deutschen Fassungen ausländischer Filme; so war Meyer-Hanno beispielsweise die deutsche Stimme von Raymond Massey in der in Deutschland im Frühling 1935 uraufgeführten, historischen Abenteuerromanze Die scharlachrote Blume (The Scarlet Pimpernel, Großbritannien 1934). Dennoch blieb er auch weiterhin der Bühne (u. a. Komödienhaus und Komische Oper) verbunden. Zu seinen wichtigsten Theaterrollen im Dritten Reich zählten der Amandus in Max Halbes Jugend; in Die fremde Frau hatte Meyer-Hanno die Stummfilm-Legende Asta Nielsen, deren Zuhälter er verkörperte, zur Partnerin. Seine Mitwirkung (mit dem Part des Hermann) in Friedrich Schillers Die Räuber (an der Seite Heinrich Georges) im Rahmen von Freilichtaufführungen in Friedrichshagen (Städtisches Naturtheater) führte im Herbst 1938 zum Festengagement an das seit dem Vorjahr von George geleitete Schiller-Theater der Reichshauptstadt. Dieser Bühne blieb Meyer-Hanno bis zuletzt (1944) verbunden.
Neben seiner Arbeit als Schauspieler lebte der auch im „Dritten Reich“ weiterhin mit einer (sieben Jahre älteren) jüdischen Pianistin und Klavierlehrerin verheiratete Meyer-Hanno ein zweites, ein Doppel-Leben: als überzeugter Kommunist nahm er aktiv an Widerstandsaktivitäten  – Mitglied der Gruppe um Beppo Römer – gegen das faschistische Regime teil. Anders als nach 1945 vielfach behauptet, wurde er jedoch nicht 1943 im Schiller-Theater oder 1944 während Dreharbeiten verhaftet und auch nicht 1945 zum Volkssturm eingezogen. Auch die Behauptung, er sei von hinten erschossen worden, weil er sich weigerte, als Volkssturmmann eine Waffe in die Hand zu nehmen, trifft nicht zu. (All diese bis heute kursierenden Behauptungen beruhen auf nach dem Krieg kolportierten Falschaussagen.)
Vielmehr wurde Meyer-Hanno, laut Aussage seines damals anwesenden Sohnes Andreas, unmittelbar – ein, zwei Tage – nach dem Hitler-Attentat (20. Juli 1944) während eines Urlaubs auf einem Bauernhof bei Grünberg im Salzkammergut in der damaligen „Ostmark“ (heutiges Österreich) verhaftet und nach Berlin verbracht. Der offizielle Vorwurf: Nichtanzeige eines kommunistischen Unternehmens – Hans Meyer-Hannos Name stand auf einer Liste von Personen, die Informationsmaterial (Flugblätter) erhalten hatten und die der Gestapo in die Hände gefallen war. Er konnte jedoch glaubhaft versichern, dass er keine Flugblätter hergestellt, sondern dieses Material lediglich der Gestapo nicht ausgehändigt hatte. Der Schauspieler wurde dennoch am 4. Oktober 1944 vom Volksgerichtshof zu drei Jahren Gefängnis verurteilt, die er in Bautzen zu verbüßen hatte.
In den verbleibenden Kriegstagen als letztes Aufgebot gegen die anstürmende Rote Armee rekrutiert, versuchte Hans Meyer-Hanno bei Schanzarbeiten (Aushebung von Schützengräben) über eine Mauer zu klettern und zu entkommen und wurde dabei von hinten erschossen. Seine jüdische Ehefrau Irene Meyer-Hanno, geborene Sager, überlebte ihn um nahezu vierzig Jahre. Meyer-Hannos älterer Sohn war der renommierte Opernregisseur Prof. Dr. Andreas Meyer-Hanno, der jüngere Sohn Georg Meyer-Hanno arbeitete beim ZDF als Autor und Fotograf.

## Filmografie
- 1933: Viktor und Viktoria
- 1934: Pechmarie
- 1935: Die törichte Jungfrau
- 1935: Das Mädchen Johanna
- 1935: Schwarze Rosen
- 1935: Das Mädchen vom Moorhof
- 1936: Savoy-Hotel 217
- 1936: Verräter
- 1936: Inkognito
- 1936: Blinde Passagiere
- 1937: Togger
- 1937: Menschen ohne Vaterland
- 1937: Der vertauschte Hund (Kurzfilm)
- 1937: Versprich mir nichts!
- 1937/53: Starke Herzen
- 1938: Ich sehe hell … ich sehe dunkel (Kurzfilm)
- 1938: Die kleine und die große Liebe
- 1938: Der Maulkorb
- 1938: Unsere Artillerie (Kurz-Dokumentarfilm) – Sprecher
- 1938: Steputat & Co.
- 1938: Skandal um den Hahn
- 1938: In geheimer Mission
- 1938: Fortsetzung folgt!
- 1938: Du und ich
- 1938/47: Altes Herz geht auf die Reise
- 1939: Flieger zur See (Kurz-Dokumentarfilm) – Sprecher
- 1939: Salonwagen E 417
- 1939: Die fremde Frau
- 1939: D III 88
- 1939: Kennwort Machin
- 1939/41: Pedro soll hängen
- 1940: Ihr Privatsekretär
- 1940: Männerwirtschaft
- 1940: Jud Süß
- 1940: Die unvollkommene Liebe
- 1940: Der Kleinstadtpoet
- 1940/42: Der große König
- 1941: Blutsbrüderschaft
- 1941: Sechs Tage Heimaturlaub
- 1941: Kameraden
- 1941: Jakko
- 1942: GPU
- 1942: Andreas Schlüter
- 1942: Der große Schatten
- 1943: Liebesgeschichten
- 1943: Ich vertraue Dir meine Frau an
- 1943: Gefährlicher Frühling
- 1943: Ein schöner Tag
- 1943: Die Gattin
- 1944: Der Verteidiger hat das Wort
- 1944: Der Mann, dem man den Namen stahl
- 1945: Die Brüder Noltenius

## Theater
- 1933: Gustav von Wangenheim: Die Mausefalle  – Regie: Gustav von Wangenheim (Truppe 1931)